# Bal des Ardents

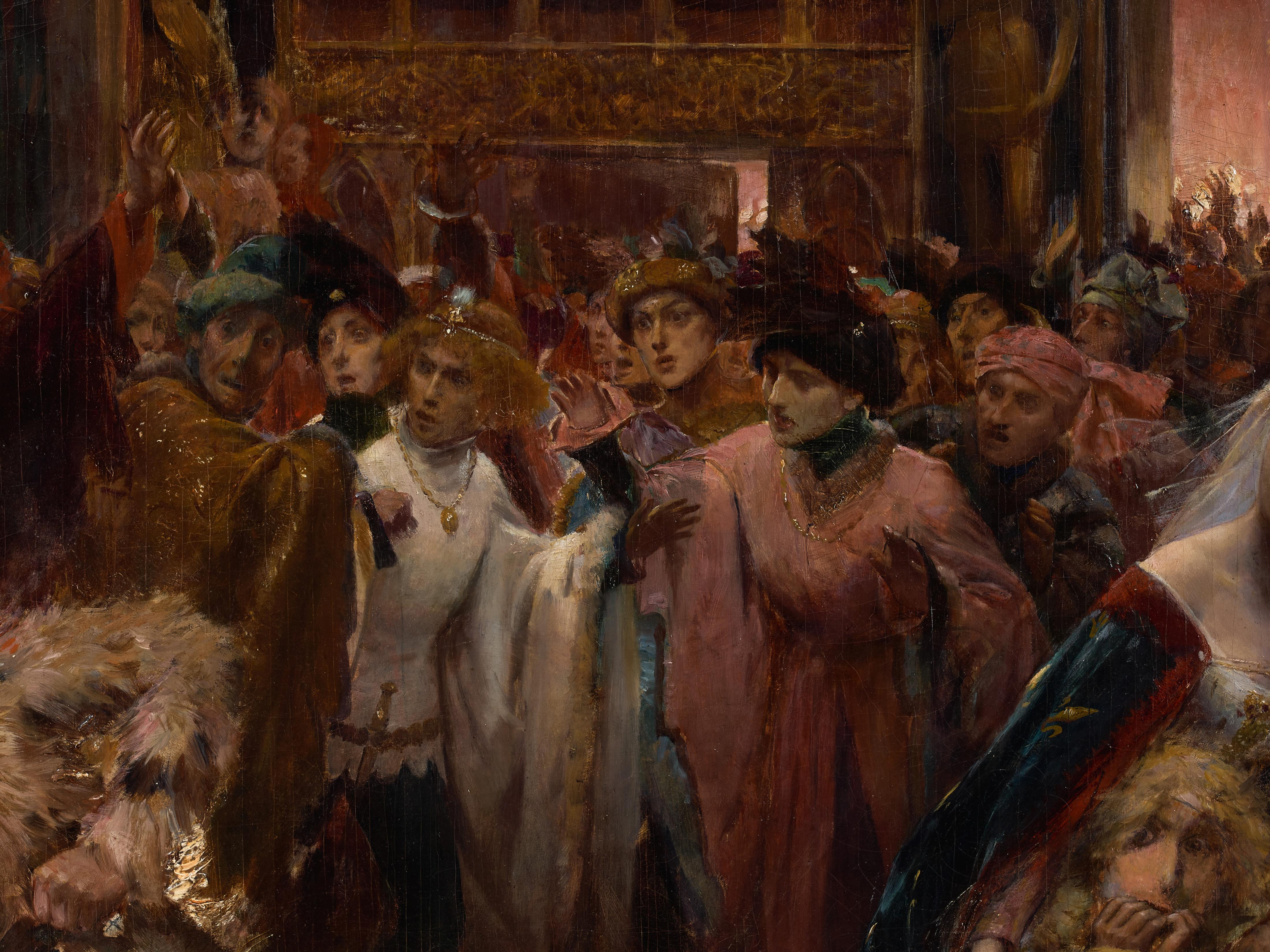
Le Bal des Ardents (detail)
(1889), Georges Rochegrosse

Het Bal des Ardents ("bal van de brandenden") is de naam gegeven aan een charivari (een vrolijk feest aan de vooravond van een hertrouw), die op 28 januari 1393 door koning Karel VI werd gehouden. Charivari's waren door de kerk verboden, waardoor de viering ervan als heiligschennis werd beschouwd. Een brand op dit bal zou aan vier vrienden van de koning het leven kosten, die daarna – vermoedelijk reeds geestelijk gestoord – voorgoed in waanzin verviel.
Of het ongeluk zich in de koninklijke residentie, het Hôtel Saint-Paul, voordeed of in het zogenaamde Hôtel de la reine blanche in het zuiden van Parijs (Faubourg Saint-Marcel), is tot op heden niet opgeklaard.

## Het bal
Aanleiding voor het bal was het huwelijk van een hofdame van koningin Isabella, Katherine de Hainseuille, weduwe van een heer van Hainceville (of Hainserville, het huidige Answeiler), die als haar derde echtgenoot de door de koning uitgezochte edelman Etzel van Ortenburg wou nemen. In dergelijke gevallen was het gebruikelijk een charivari te organiseren.
Overdag hadden feesten en banketten plaatsgevonden, waarop het gezamenlijke hof was uitgenodigd. In de avond stond een bal op het programma. Karel en Hugo van Guisay wensten met vier vrienden, Jan, graaf van Joigny, Yvain van Foix, Ogier van Nantouillet en Aymard van Poitiers, als wildemannen op te treden. Ze smeerden zich in met pek, bedekten zich met veren en werk en ketenden zich aan elkander vast.
Tegen middernacht werden de lichten gedoofd, de zes wildemannen mengden zich onder de gasten, gesticuleerden en schreeuwden: het aanvankelijk verraste balgezelschap deed algauw mee met het spel. Hertog Lodewijk van Orléans, de broer van de koning, en Filips van Bar, die een deel van de avond in een eethuis hadden doorgebracht en al beschonken waren, kwamen later aan. Nieuwsgierig geworden nam Lodewijk een fakkel om te achterhalen wie zich onder de masker verborg. Hij kwam echter te dicht bij de gekostumeerden, zodat hun kostuums vuur vatten.
Door de ketenen konden de zes zich niet van elkander bevrijden. De koning werd gered doordat zijn tante, Johanna II van Auvergne, de vijftienjarige hertogin van Berry, hem onmiddellijk in haar kleed en haar onderrok wikkelde en de vlammen verstikte. Ogier van Natouillet kon zich van zijn ketenen bevrijden en sprong in een wijnkoeler met water. Yvain van Foix trachtte de deur te bereiken waar hem twee dienaars met een nat stuk stof opvingen zonder evenwel het vuur te kunnen doven. De anderen verbrandden in het volgende half uur voor de ogen van de koning. Alle vier stierven de een na de andere in de volgende dagen aan de gevolgen van hun verbrandingen.
Lodewijk van Orléans liet in de kloosterkerk van de Celestijnen een boetekapel bouwen, waarin dagelijks een mis ter gedachtenis aan de slachtoffers werd gelezen.

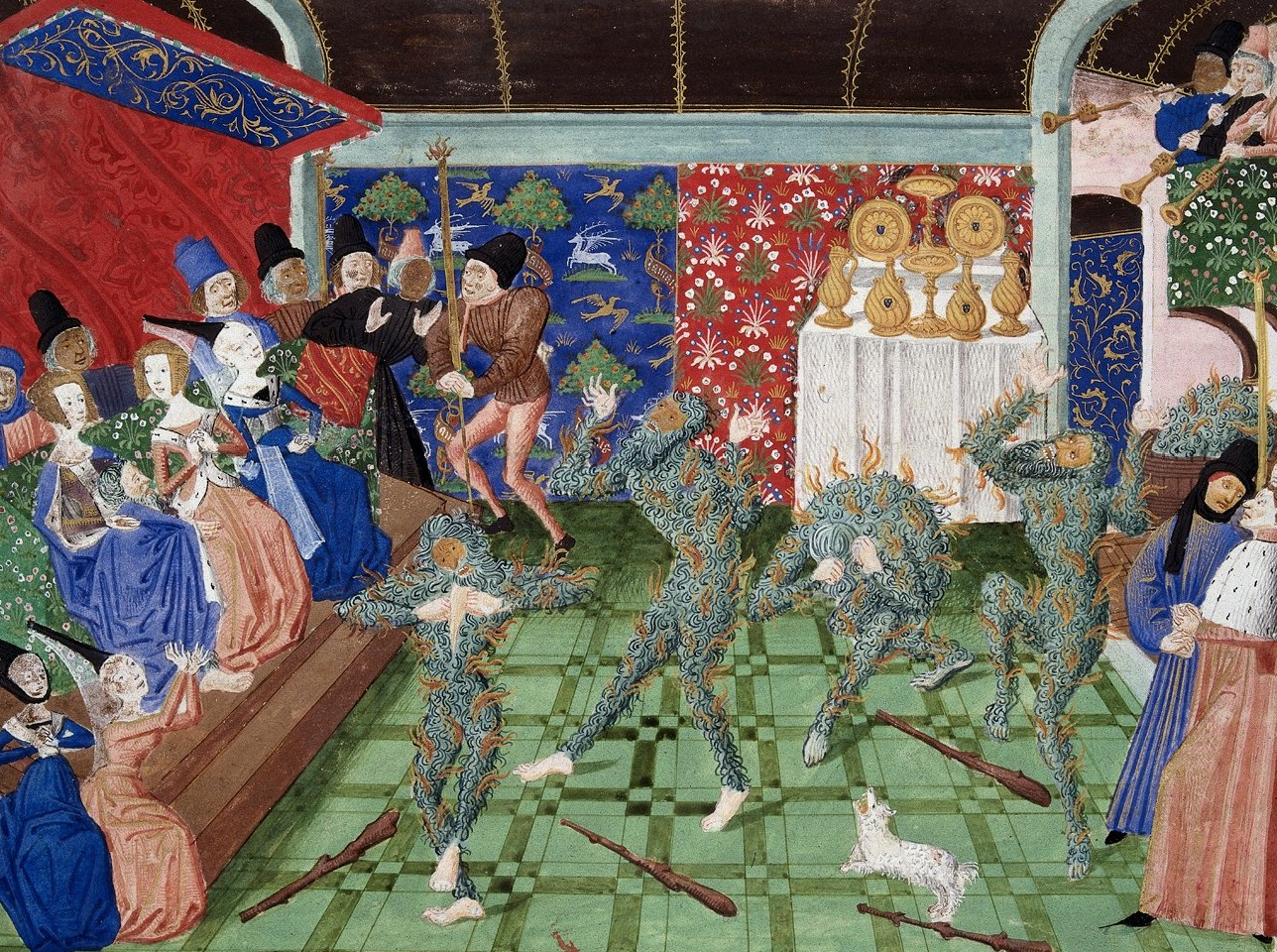
Bal des Ardents (ca.1470-1472), miniatuur van Philippe de Mazerolles, Kroniek van Froissart, British Library De hertogin van Berry (links gezeten) bedekt koning Karel VI met haar blauwe rok, zodat slechts diens gezicht zichtbaar is, terwijl de dansers bezig zijn met zich van hun brandende kostuums te ontdoen. Ogier van Natouillet is in een wijnkoeler met water geklommen (rechts). Links op de achtergrond ziet men een brandende fakkel.
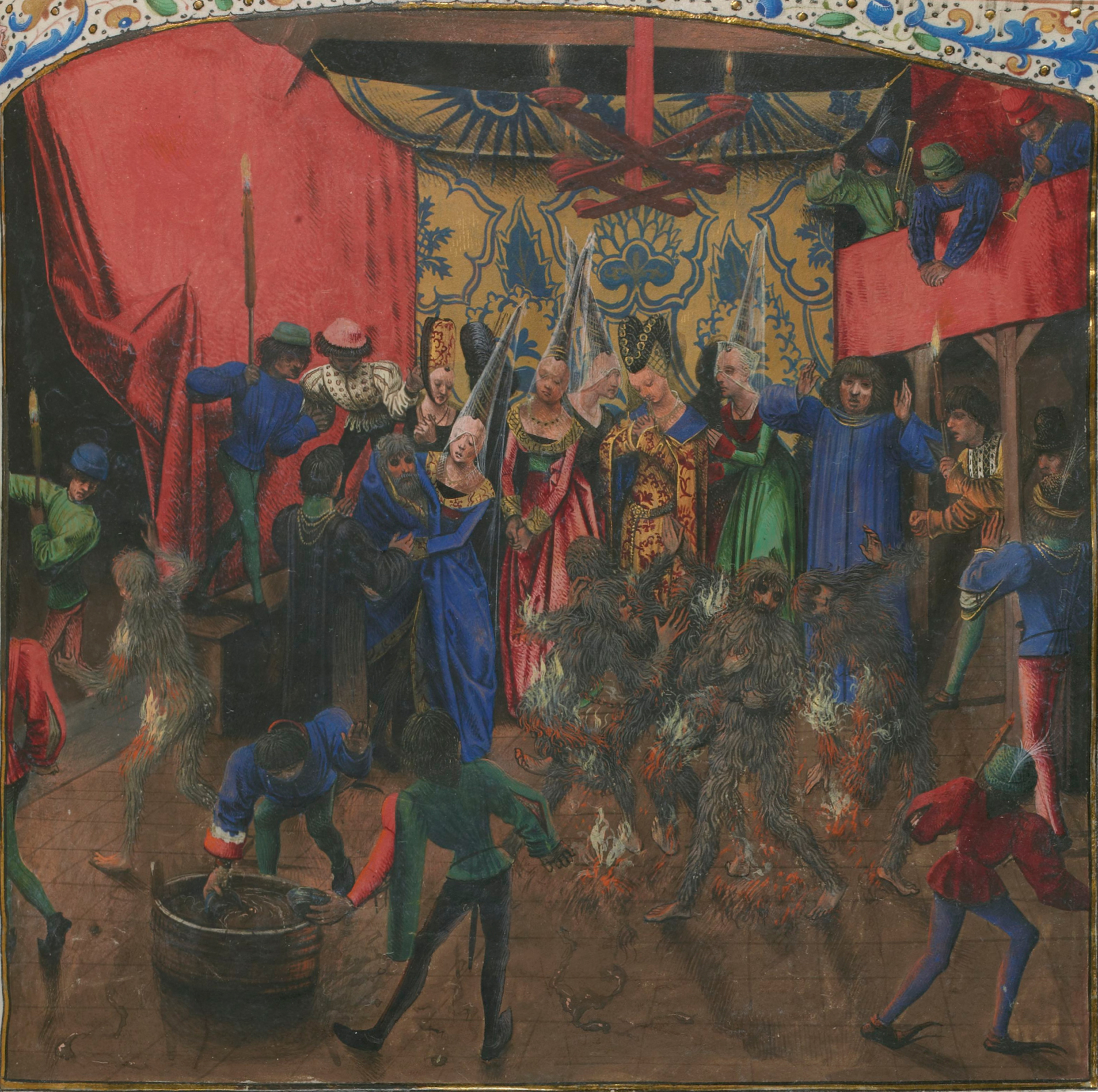
Bal des Ardents (ca. 1475), Meester van Antoon van Bourgondië, Kroniek van Froissart, BnF Op de voorgrond ziet men een danser in een wijnvat, links in het midden Karel VI die onder de rok van de hertogin van Berry en de in brand staande dansers in het midden.

## Gevolgen
Enkele dagen later droeg Karel VI het regentschap over aan zijn broer Lodewijk van Orléans. Aangezien deze echter voor te jong werd gehouden, viel de regering aan zijn ooms, de hertog van Berry en Filips de Stoute van Bourgondië, toe. Karel was nog geen 25 jaar oud en Frankrijk – zo schrijft de connétable Olivier V de Clisson – had drie koningen.

## Invloed op de kunst
Het gebeuren sprak kunstenaars duidelijk tot de verbeelding. In verschillende manuscripten van de Chroniques van Froissart vinden we als boekverluchting voorstelling van het Bal des Ardents terug. Zo kennen we voorstellingen van het Bal des Ardents van de hand van Philippe de Mazerolles en de Meester van Antoon van Bourgondië. We treffen het ook in het manuscript van Froissarts Chroniques van Lodewijk van Gruuthuse en in een rond 1508 in Parijs uitgeven editie van Froissarts Chroniques, waarvan een mogelijk in het bezit was van Louise van Savoye, is de enige illustratie die een volledige bladzijde beslaat die van het Bal des Ardents.
Het Bal des Ardents wordt gedacht voor Edgar Allen Poe de inspiratie te zijn geweest voor zijn kortverhaal Hop-Frog (oorspronkelijk: Hop-Frog; Or, the Eight Chained Ourangoutangs) dat in 1849 voor het eerst werd gepubliceerd. De Nederlandse romanschrijfster Hella Haasse haalt deze gebeurtenis in haar historische roman, Het woud der verwachting (1949), kort aan en ook de Franse schrijfster Madame Simone liet zich erdoor inspireren voor haar roman Le Bal des ardents (Parijs, 1951).
De Franse schilder Georges-Antoine Rochegrosse schilderde een voorstelling van Le Bal des Ardents (1889) voor het Salon op de Wereldtentoonstelling van 1889 in Parijs.

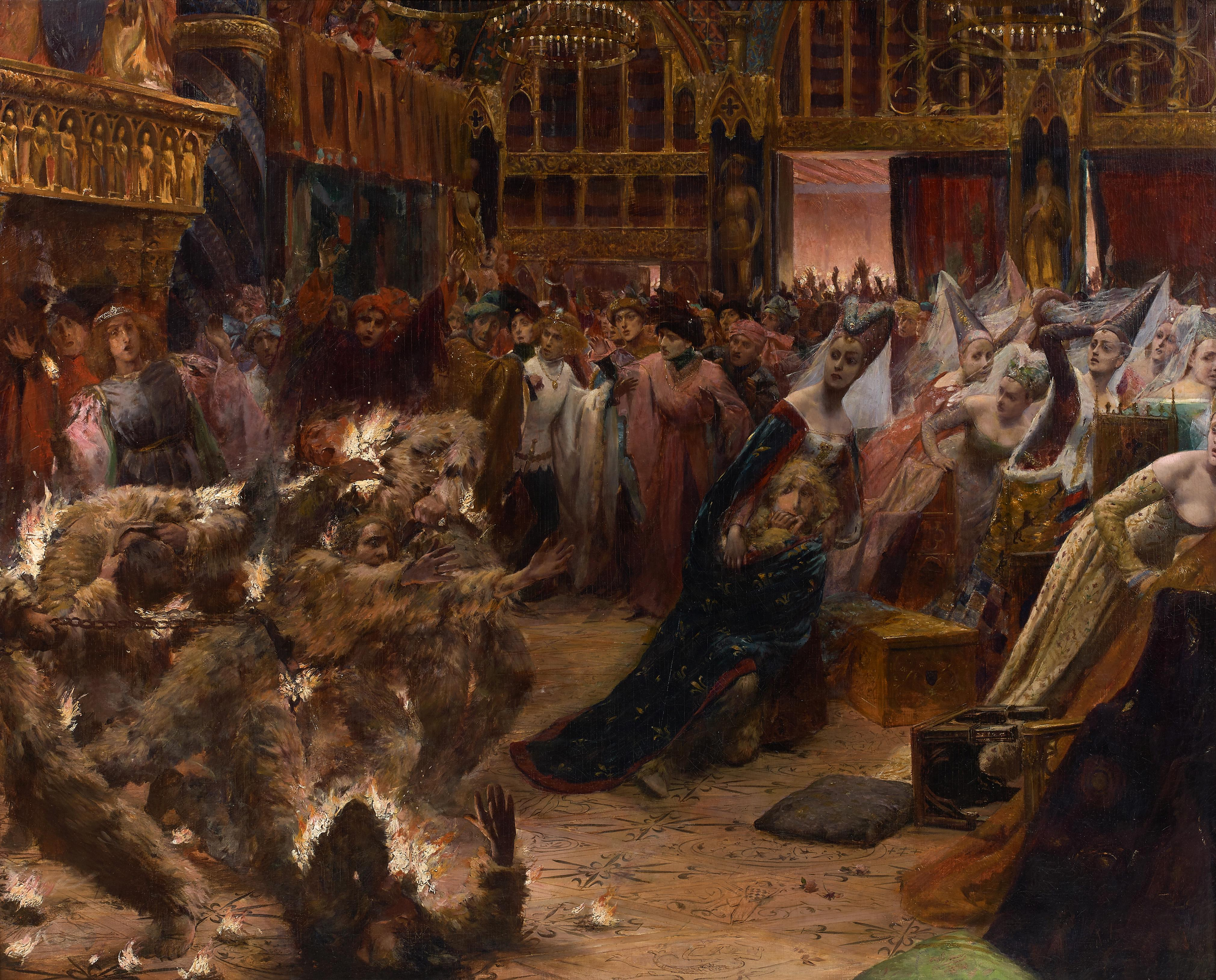
Le Bal des Ardents (1889), Georges Rochegrosse